# Procotyla typhlops
Procotyla typhlops är en plattmaskart. Procotyla typhlops ingår i släktet Procotyla och familjen Dendrocoelidae. Inga underarter finns listade i Catalogue of Life.